# Julija Birjukova
Julija Sergeevna Birjukova (in russo Юлия Сергеевна Бирюкова?; 17 marzo 1983) è una schermitrice russa, specializzata nel fioretto. Ha vinto una medaglia d'argento ai Campionati mondiali di scherma.